# Mormopterus jugularis
Mormopterus jugularis (Peters, 1865) è un pipistrello della famiglia dei Molossidi endemico del Madagascar.

## Descrizione

### Dimensioni
Pipistrello di piccole dimensioni, con la lunghezza totale tra 103 e 115 mm, la lunghezza dell'avambraccio tra 35 e 37 mm, la lunghezza della coda tra 26 e 31 mm, la lunghezza del piede di 7 mm, la lunghezza delle orecchie tra 18 e 21 mm e un peso fino a 12,5 g.

### Aspetto
La pelliccia è corta, soffice e densa. Le parti dorsali sono marroni scure con la base dei peli bianca, mentre le parti ventrali sono marroni con il petto e l'addome biancastri. Il muso è largo, con il labbro superiore che si estende ben oltre quello inferiore ed è ricoperto di pliche cutanee superficiali, mentre le narici si aprono lateralmente. Le orecchie sono larghe, triangolari e separate. Il trago è piccolo, triangolare ma con l'estremità arrotondata ed è visibile dietro l'antitrago il quale è basso e poco sviluppato. Nei maschi è presente una sacca golare. Le ali sono attaccate posteriormente sulle caviglie. La coda è lunga, tozza e si estende per più della metà oltre l'uropatagio. Il cariotipo è 2n=48 FNa=54.

### Ecolocazione
Emette due tipi differenti di ultrasuoni, il primo osservabile negli spazi aperti composto di impulsi a basso ciclo di lavoro e frequenza quasi costante con energia massima a 24 kHz, mentre il secondo prodotto in ambienti affollati attraverso impulsi di breve durata ad alto ciclo di lavoro e frequenza modulata.

## Biologia

### Comportamento
Si rifugia negli edifici, grotte e fessure rocciose dove forma grandi colonie. Sono stati osservati vivai con più di 1.000 piccoli. 

### Alimentazione
Si nutre di Coleotteri ed Emitteri catturati in spazi aperti.

## Distribuzione e habitat
Questa specie è diffusa in gran parte del Madagascar.
Vive nelle foreste a galleria e foreste spinose fino a 1 400 metri di altitudine.

## Conservazione
La IUCN Red List, considerata l'ampia diffusione in Madagascar, sebbene sia minacciata localmente a causa della caccia e delle intrusioni nei rifugi, classifica M.jugularis come specie a rischio minimo (Least Concern)).
La specie è presente in diverse aree protette tra cui il parco nazionale di Andasibe-Mantadia, il parco nazionale di Zombitse-Vohibasia, il parco nazionale di Tsimanampetsotsa e la riserva speciale di Kalambatritra; nella riserva speciale dell'Ankarana è stata ritrovata una colonia con oltre 1.000 giovani esemplari.